# وانگ ژونگهوا
وانگ ژونگهوا (انگلیسی: Wang Zhonghua؛ زادهٔ ۱۴ آوریل ۱۹۶۵) تیرانداز اهل چین بود. وی در بازی‌های المپیک تابستانی ۱۹۸۸ و ۱۹۹۲ حضور داشته‌است.